# Hermann Landois

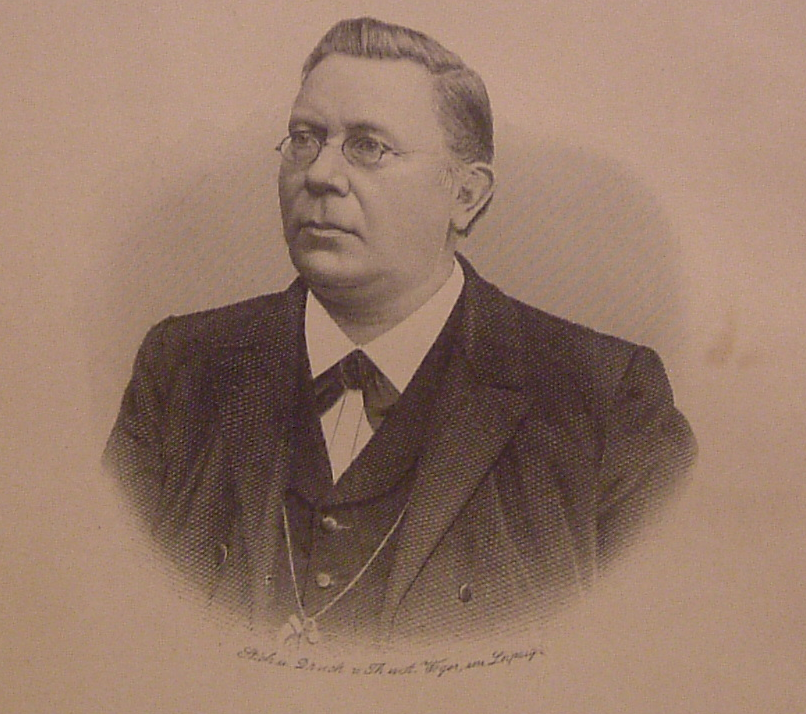
Hermann Landois (Stich, Januar 1896)

Hermann Johann Theodor Landois (* 19. April 1835 in Münster; † 29. Januar 1905 ebenda) war ein deutscher Zoologieprofessor und Gründer des Westfälischen Zoologischen Gartens zu Münster (heute: Allwetterzoo Münster) sowie des Westfälischen Provinzialmuseums für Naturkunde (heute: LWL-Museum für Naturkunde).

## Leben
Hermann Landois war der Sohn des Beamten Theodor Ferdinand Landois (1794–1868) und dessen Ehefrau Antoinette Josephine Pollack. Er stammte väterlicherseits aus Lothringen. Der Physiologe Leonard Landois war sein Bruder. Landois besuchte das Gymnasium Paulinum in Münster und machte schließlich als „Externer“ Ostern 1856 das Abitur am Gymnasium Petrinum in Recklinghausen. Noch im selben Jahr begann er an der Akademie Münster Theologie und Naturwissenschaften zu studieren. 1859 beendete er dieses Studium und wurde auch zum Priester geweiht.

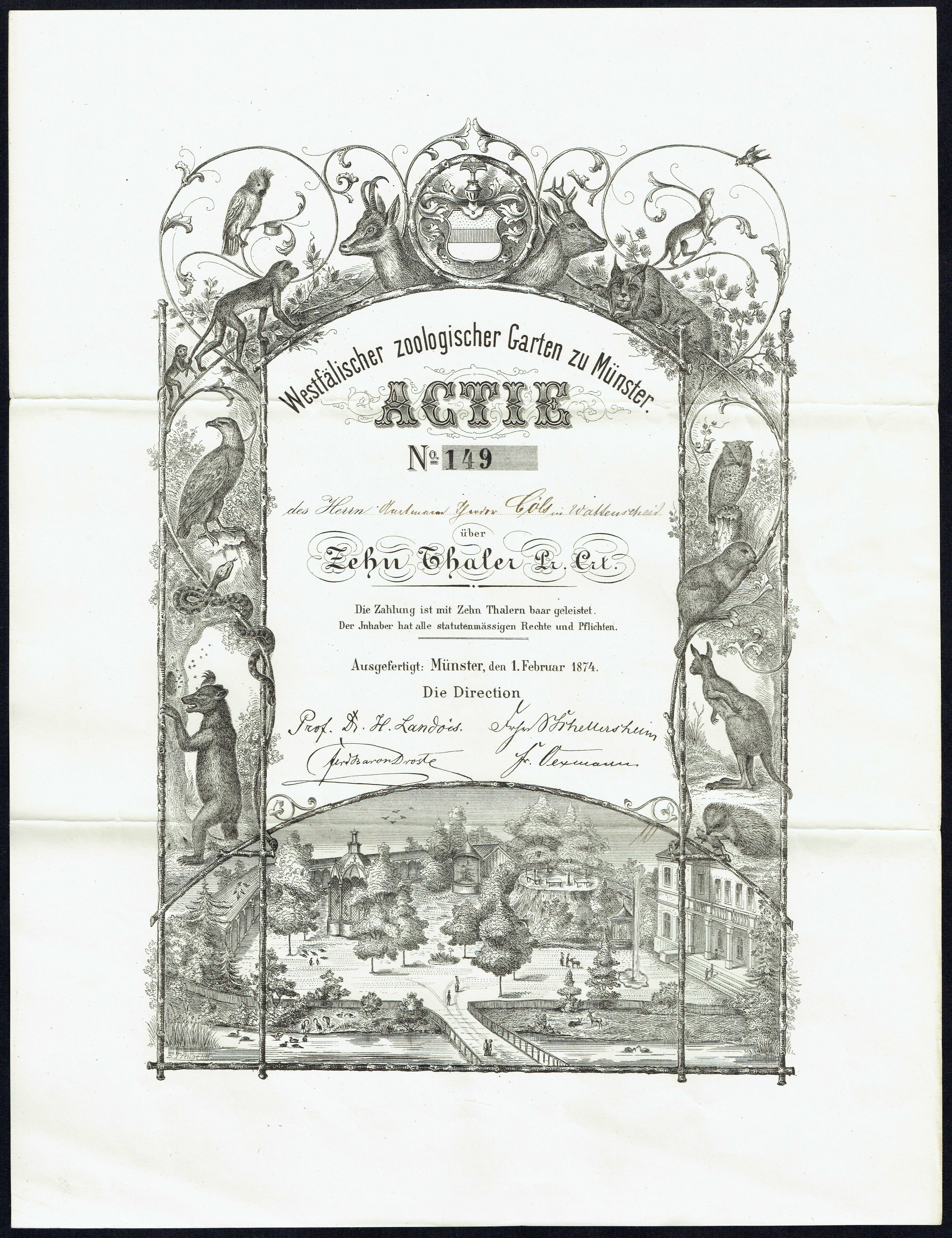
Aktie über 10 Thaler des Westfälischen Zoologischen Gartens zu Münster vom 1. Februar 1874, signiert von Hermann Landois

Ab 1860 verdiente sich Landois für zwei Jahre seinen Lebensunterhalt als Hauslehrer bei einer adeligen Familie. Anschließend war er als Dozent an der Ackerbauschule in der Burg Botzlar, Selm, tätig. Im darauffolgenden Jahr promovierte er an der Universität Greifswald im Fach Zoologie. Dort arbeitete er mit seinem Bruder Leonard zusammen, der in Greifswald als Mediziner Physiologie lehrte.
Als katholischer Priester und Lehrer am Gymnasium Paulinum in Münster war er einer der ersten deutschen Pädagogen, der zu Unterrichtszwecken regelmäßig biologische Präparate anfertigte und geologische Funde sammelte. 1869 habilitierte sich Landois und bekam eine Anstellung als Privatdozent der Zoologie an der Akademie Münster. 1873 wurde Landois zum außerordentlichen Professor und drei Jahre später zum ordentlichen Professor der Zoologie an der Akademie Münster berufen. Bedingung für dieses Amt war allerdings die Aufgabe seiner Lehrtätigkeit am Paulinum. 
1871 war Landois maßgeblich an der Gründung des Westfälischen Vereins für Vogelschutz, Geflügel- und Singvogelzucht beteiligt. Außerdem wurde er Leiter der zoologischen Sektion des neu gegründeten Provinzialvereins für Wissenschaft und Kunst, der von seinem Freund Ferdinand von Droste zu Hülshoff gegründet worden war.
1874 wurde der Westfälische Zoologische Garten in Münster gegründet und am 26. Juni 1875 als erster Tiergarten Westfalens eröffnet. Mit kreativen Finanzierungsideen führte Landois den Aufbau durch, so gab er zum Beispiel Aktien „zu 10 Thalern“ heraus. Allein dadurch erwirtschaftete Landois einen Betrag von 30.000 Talern. Auch die Gründung der Abendgesellschaft Zoologischer Garten half bei der Finanzierung. Auf einem Grundstück an der Himmelreichallee und der Münsterschen Aa, das Landois persönlich erwarb, situierte sich dann der münstersche Tiergarten.
Seine Beschäftigung mit den Naturwissenschaften, seine weltliche Arbeit im Allgemeinen, entfremdeten Landois der Kirche immer mehr und führte 1876 dazu, dass Landois vom Priesteramt suspendiert wurde.
In weit über 1000 Publikationen thematisierte Landois die Naturwissenschaften, besonders die Zoologie. Einige Werke, zum Beispiel das zusammen mit Bernard Altum verfasste Lehrbuch der Zoologie (1870), gelten bis heute als wichtige Meilensteine hin zu einem modernen Biologieunterricht. Das mit Carl Berthold verfasste Lehrbuch der Botanik (1872) wurde mehrfach aufgelegt. Auch Belletristisches wie Gedichte in münsterländischem Dialekt oder seinen humoristischen Roman Frans Essink verfasste er, eine Satire auf die Geistlichkeit, von der er später mehrere Fortsetzungen schrieb.
Auch technisch war Landois versiert: Er entwickelte die noch heute gebräuchliche Landoisklappe (auch Affenklappe), die erstmals den Tieren einen Wechsel zwischen Freigehege und Käfig durch eine von ihnen selbst zu öffnende und selbsttätig schließende Tür ermöglichte. Der heutige Aasee wurde von ihm maßgeblich propagiert, obwohl erst 1914 italienische Arbeiter mit den Arbeiten an dem Stausee beginnen konnten.

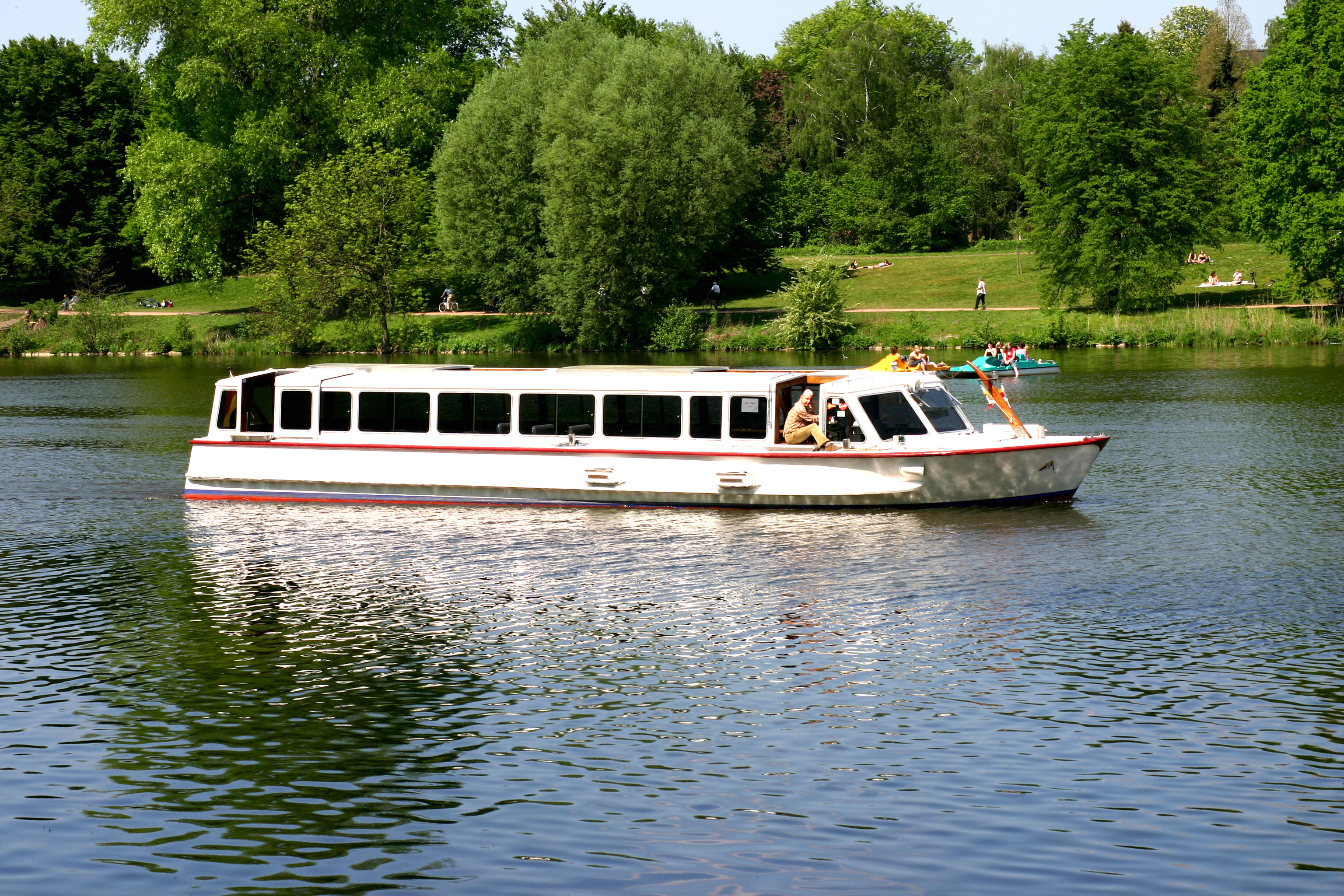
Wasserbus Professor Landois auf dem Aasee

Zwischen 1975 und 2011 verkehrte ein „Wasserbus“ – ein Fahrgastschiff nach Art der niederländischen Grachtenschiffe – auf dem Aasee zwischen der Goldenen Brücke und dem Allwetterzoo Münster. Zu Ehren Landois trug es dessen Namen.

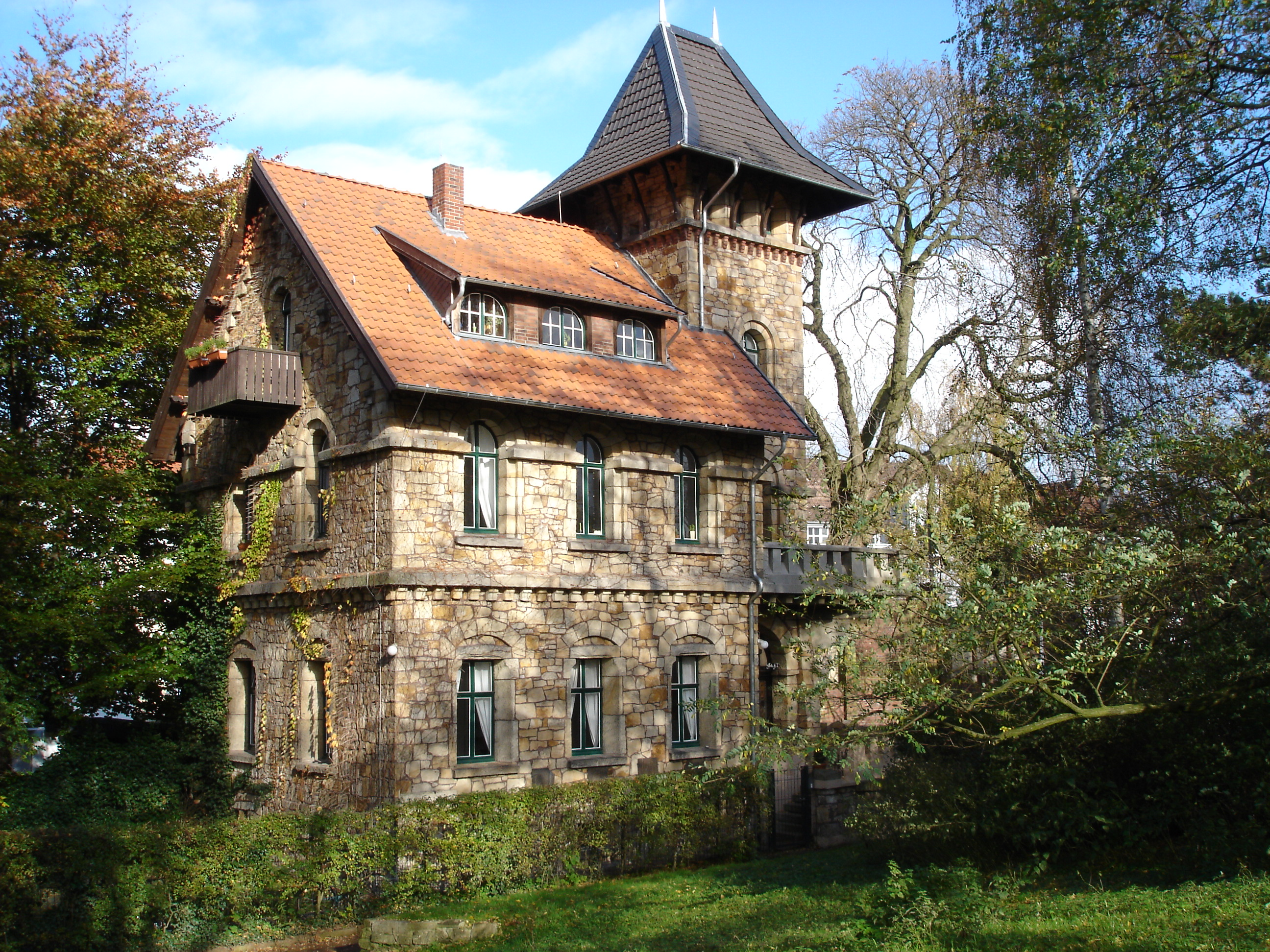
Tuckesburg

Seine etwas schrullige Art zog sich durch sein ganzes Leben. So gründete er als erklärter Vogelfreund einen Anti-Katzenverein. An seinem Wohnsitz, der Tuckesburg, fungierte der ausgestopfte Affe Lehmann als sein ständiger Begleiter. Der Überlieferung zufolge soll der Affe an einer „Säuferleber“ (med. Alkohol-Hepatitis) gestorben sein, auch sein Pferd Landois sei des Öfteren mit Bier getränkt worden. Bereits zu Lebzeiten setzte er sich selbst vor der Tuckesburg ein Denkmal. Es existiert noch heute, erhielt aber im Allwetterzoo einen neuen Standort. Bemerkenswert ist, dass er den Zylinder seines Standbilds als Nistkasten ausführen ließ. Die 1892 erbaute Tuckesburg findet sich noch am Standort des alten Zoos in der Nähe der Zentrale der Bausparkasse LBS am Aasee.
Josef Winckler verewigte Hermann Landois in seinem Roman Der tolle Bomberg, ein westfälischer Schelmenroman. Hier wird Landois als Freund und in seinen Extravaganzen gleichberechtigter Partner des ebenfalls schon sehr schrulligen Gisbert Freiherr von Romberg auf Schloss Buldern bei Münster dargestellt.

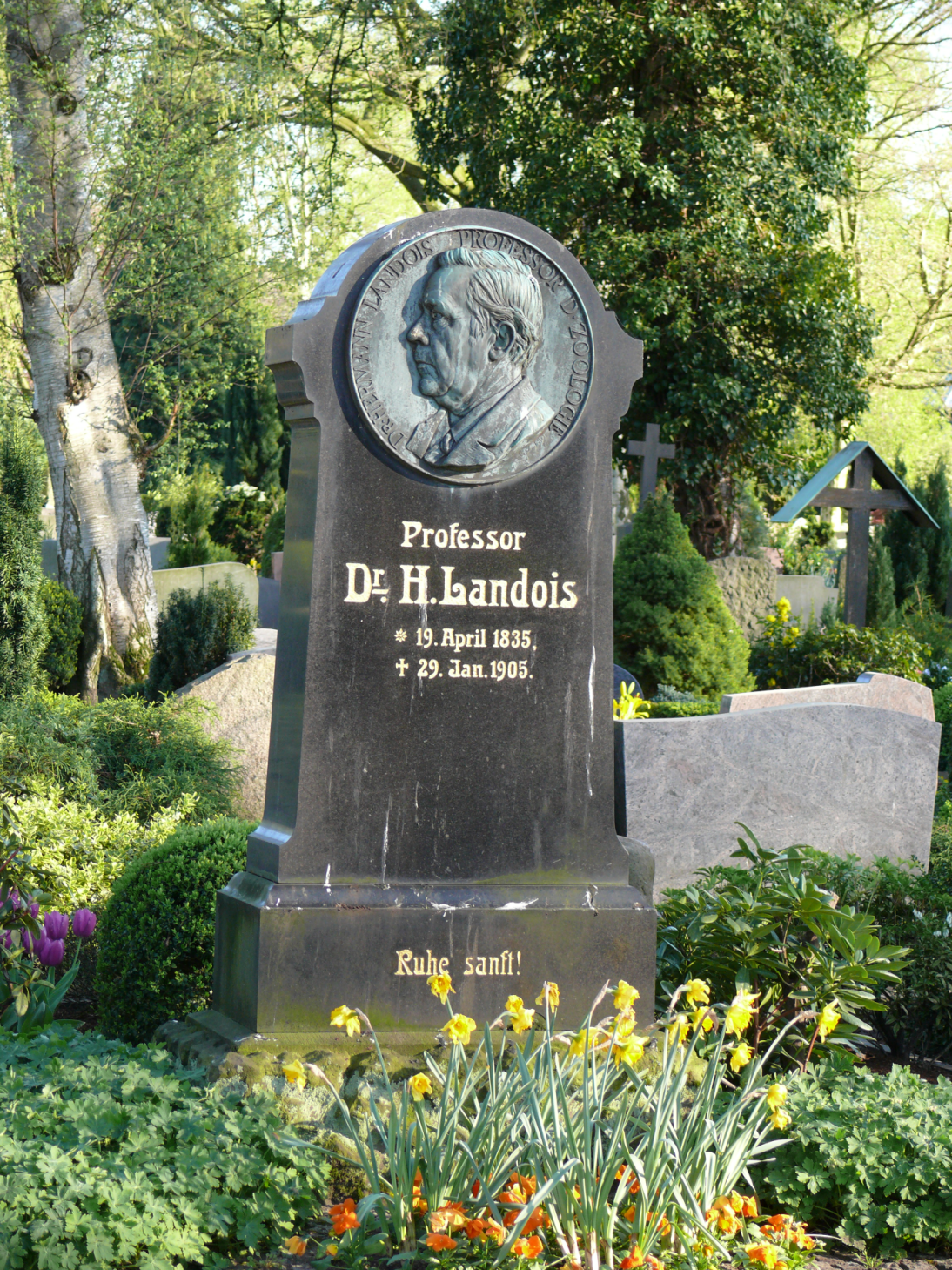
Das Grab auf dem Zentralfriedhof Münster

Landois ist auf dem Zentralfriedhof in Münster beigesetzt, also ganz in der Nähe „seines“ alten Zoogeländes.

## Schriften
- Frans Essink, sien Liäwen un Driewen äs aoll Mönstersk Kind. Lenz, Leipzig (1874). (Digitalisat Ausg. 1884)
- Lehrbuch der Botanik. (Mit Carl Berthold) Herder, Freiburg im Breisgau 1872. (Digitalisat)
- Lehrbuch der Zoologie. (Zusammen mit Bernard Altum) Riemann, Münster 1868. (Digitalisat der 3., verm. Aufl.)
- Aufruf, Statuten und Plan zur Errichtung eines westfälischen zoologischen Gartens zu Münster (1873, Online: ULB Münster)
- Thierstimmen (Herder, 1874)
- Westfalens Tierwelt in Wort und Bild (1883)
- Walkürenritt gegen den Vogel- und Federputz auf den Damenhüten. Ein Blumenstrauß satyrischer Gedichte. Crüwell, Dortmund 1883[6]